# Унип (Тимиш)
Унип (рум. Unip) насеље је у Румунији у округу Тимиш у општини Сакошу Турческ. Oпштина се налази на надморској висини од 91 m.

## Прошлост
По "Румунској енциклопедији" место се први пут помиње 1332-1337. године. Пописано је у насељу 1717. године 60 домова.
Аустријски царски ревизор Ерлер је 1774. године констатовао да место припада Брзавском округу, Чаковачког дистрикта. Становништво је било претежно влашко. Године 1797. ту је било три православна свештеника. Пароси, поп Кирил Стефановић (рукоп. 1773), поп Траил Гавриловић (1790) и ђакон Георгије Поповић су се служили само румунским језиком.

## Становништво
Према подацима из 2002. године у насељу је живело 276 становника, од којих су сви румунске националности.